# Voyage en Rimbaldie
 (mars 2016).
Si vous disposez d'ouvrages ou d'articles de référence ou si vous connaissez des sites web de qualité traitant du thème abordé ici, merci de compléter l'article en donnant les références utiles à sa vérifiabilité et en les liant à la section « Notes et références ».
Pour plus de détails, voir Fiche technique et Distribution.
Voyage en Rimbaldie est un documentaire français réalisé par Manuel Sanchez et Muriel Sanchez-Harrar, sorti en 2007.

## Synopsis
Ce documentaire est un voyage quelque part en Rimbaldie, ce « pays où l’on n’arrive jamais ». Tous ceux que vous allez y croiser entretiennent une grande intimité avec Rimbaud. Leur rencontre avec le poète a bouleversé leur vie. Ces passionnés et ces amoureux de Rimbaud cherchent à percer une énigme, un mystère. Ils témoignent, chacun à leur façon, d’une aventure humaine, de leur propre parcours sur les traces de celui qui semble avoir voulu brouiller toutes les pistes. Rimbaud nous apparaît dans toute sa complexité à travers les différentes visions de ces voyageurs.

## Fiche technique
- Titre : Voyage en Rimbaldie
- Titre anglais : Tramin'in rimbaldia
- Réalisation : Manuel Sanchez et Muriel Sanchez-Harrar
- Musique : Arnaud Zeller
- Sociétés de production : Paris Barcelone Films
- Genre : documentaire
- Pays d'origine :  France
- Langue : français, anglais
- Durée : 69 minutes